# Вырыки (гмина)
Вырыки (пол. Wyryki) — сельская гмина (волость) в Польше, входит как административная единица в Влодавский повет, Люблинское воеводство. Административный центр гмины — деревня Вырыки-Полуд Население — 2888 человек (на 2004 год).
Административный центр гмины — деревня Вырыки-Полуд.

## Соседние гмины
1. Гмина Дембова-Клода
2. Гмина Ханна
3. Гмина Ханьск
4. Гмина Подедвуже
5. Гмина Соснувка
6. Гмина Стары-Брус
7. Гмина Влодава
8. Влодава

## Населённые пункты
Адамполь, Горостыта, Горостыта-Колоня, Игнацув, Каплёносы, Каплёносы-Колоня, Кшивовежба, Липувка, Любень, Седлиска, Сухава, Вырыки, Вырыки-Адамполь, Вырыки-Воля, Загайки, Загайки-Колоня.